# 식민지와 지배 국가 목록
이 목록은 식민지, 보호령, 주권국, 신탁통치령, 지배 또는 부속된 국가, 의존국, 다른 주권 권력 또는 (불공평한) 동군연합에 소속된 정치 독립체와 이들을 지배한 국가 (또는 제국)에 관한 넓고 다양한 범위를 대상으로 한다.

## 비유럽 지배 국가와 식민지

### 미국

#### 미국의 도서 지역
- 알래스카주
- 아메리칸사모아(1900~)
- 바조누에보뱅크(1856~)
- 바하마(1776~1776)
- 베이커섬(1856~)
- 콘 제도(1914~1971)
- 도미니카 공화국(1916~1922)
- 괌(1898~)
- 아이티(1915~1934)
- 하와이주(1898~1959)
- 하울랜드섬(1856~)
- 자르비스섬(1856~)
- 존스턴섬(1858~)
- 킹먼 암초(1856~)
- 미드웨이섬(1867~)
- 나배사섬(1858~)
- 팔미라섬(1898~)
- 필리핀(1898~1946)
- 푸에르토리코(1898~)
- 키타수에뇨 뱅크와 론카도르 암초와 세라나 뱅크(1903~1972)
- 세라닐라뱅크(1856~)
- 스웨인스섬(1925~)
- 미국령 버진아일랜드(1917~)
- 웨이크섬(1898~)

#### 특별 지역
- 쿠바의 관타나모만 조차지(1898~)
- 파나마 운하 지역(1903~1999)

#### 국제적으로 주권이 위임된 지역
- 연합군 점령하 오스트리아(1945~1955)
- 미국령 베를린(1945~1990)
- 미국령 독일(1945~1955)
- 이라크(2003~2004)
- 한국(1945~1948)
- 일본(1945~1950)
- 오키나와현과 류큐 제도(1945~1972)
- 태평양 제도 신탁통치령(1947~1990)
  - 마셜 제도(1947~1990)
  - 미크로네시아(1947~1990)
- 북마리아나 제도(1947)
  - 팔라우(1947~1994)
- 미국령 빈(1945~1955)

### 아르헨티나

#### 영유권을 주장하는 지역
- 아르헨티나령 남극 지역(1943~)

### 오스트레일리아
- 애시모어 카르티에 제도(1931~)
- 크리스마스섬(1958~)
- 코코스 제도(1955~)
- 산호해 제도(1969~)
- 저비스베이 준주(1915~)
- 나우루(1914~1968)
- 노퍽섬(1914~)
- 뉴기니 준주(1914~1975)
- 파푸아 준주(1901~1975)
- 토레스 해협 제도(1879~)

#### 국제적으로 주권이 위임된 지역
- 네덜란드령 동인도(1945~1946)

#### 영유권을 주장하는 지역
- 오스트레일리아령 남극 지역(1933~)

### 브라질
- 아크리주(1903~)
- 트린다디 마르팅 바스(1895~)

### 칠레

#### 통합된 지역
- 이스터섬(1888~)

#### 영유권을 주장하는 지역
- 칠레령 남극 지역(1940~)

### 중국

#### 통합된 지역
- 악사이친(1962~)
- 티베트 자치구(1950~)
- 신장 위구르 자치구(1759~1864, 1877~)

#### 영유권을 주장하는 지역
- 외몽골(1688~1911, 1920~1921, 현재 중화민국 또한 영유권을 주장함)
- 탕누 우량하이, 탄누 투바(1688~1911, 현재 중화민국 또한 영유권을 주장함)

#### 기타
- 아무르(1689~1858)
- 베트남 민주 공화국(1945~1946)
- 우사리/블라디보스토크(1644~1860)

### 콜롬비아
- 산 안드레스 프로비덴시아 산타 카탈리나 군도(1822~)

### 인도
- 아루나찰프라데시주(1914~)
- 찬다나가르(1949~)
- 하이데라바드 왕국(1946~)
- 고아주(1961~)
- 잠무 카슈미르주(1947~)
- 주나가드(1948~)
- 푸두체리(1954~)
- 카라이칼(1956~)
- 마에(1956~)
- 야남(1954~)
- 시킴 왕국(1975~)

### 인도네시아
- 서티모르(1975~)

### 이스라엘
- 시나이반도(1967~1982)
- 골란고원(1967~ 1980, 정식으로 부속됨)
- 요르단강 서안 지구(1967~1994)
- 가자 지구(1967~1994)

### 일본
- 가잔 열도(1891~1945, 1968~)
- 쿠릴 열도(1875~1945)
  - 북방 영토 (1960~ 남쿠릴(지시마))

#### 제2차 세계 대전당시의 지배 지역
- 안다만 제도와 니코바르 제도(1942~1945)
- 애투섬와 키스카섬(1942~1943)
- 영국령 북보르네오(1942~1945)
- 브루나이(1942~1945)
- 버마국(1942~1945)
- 크리스마스섬(1942~1945)
- 길버트 제도(1941~1943)
- 괌(1941~1944)
- 홍콩(1941~1945)
- 말라야(1942~1945)
- 나우루(1942~1945)
- 네덜란드령 동인도(1942~1945)
- 카이저빌헬름슬란트(1942~1944)
- 필리핀(1942~1945)
- 동티모르(1942~1945)
- 사라왁주(1942~1945)
- 싱가포르(1942~1945)
- 웨이크섬(1941~1945)

#### 식민지
- 동청 철도 지역(1905~1935)
- 가라후토청(1905~1945)
- 자오저우만 중국으로부터 할양됨(1914~1920)
- 관동주 중국으로부터 할양됨(1894~1895, 1905~1945)
- 대만(1895~1945)
- 조선(1910~1945)

#### 국제적으로 주권이 위임된 지역
- 남양 군도(캐롤라인 제도, 북마리아나 제도, 마셜 제도, 팔라우, 1919~1947)

#### 기타
- 류공다오(1895~1898까지 점령함)

#### 괴뢰 국가
- 베트남 제국(1945)
- 라오스 왕국(1945)
- 캄보디아 왕국(1945)

#### 보호국
- 만주(만주국, 1931~1945)

### 오스만 이집트
- 이라크의 바스라(1832~1842)
- 크레타(1824~1840)
- 수단의 다르푸르(1874~1883)
- 디리야/리야드(1838~1843)
- 에콰토리아(1871~1889)
- 가자 지구(1832~1917, 1948~1956, 1957~1967, 현재 이스라엘과 팔레스타인 또한 영유권을 주장함)
- 하라르(1875~1884)
- 알하사(1813~1830, 1838~1843)
- 히자즈(1819~1840)
- 소말리아의 키스마요(1875~1876)
- 레바논(1832~1840)
- 망베투(1881~1883)
- 엘곤산/에리트레아(1813~1826,1865~1882)
- 팔레스타인(1291~1516, 1832~1840)
- 시리아(1291~1516, 1832~1840)
- 세일락/소말릴란드(1877~1884)

#### 공동 통치 지역
- 수단/앵글로이집트 수단(1821~1881, 1899~1956)

### 뉴질랜드
- 쿡 제도(1900~)
- 나우루(1947~1968)
- 니우에(1901~)
- 로스 속령(1923~)
- 토켈라우(1926~)
- 서사모아(1914~1962)

### 남아프리카 공화국
- 나미비아(1920~1990)
- 월비스베이(1910~1994)

## 유럽 지배 국가와 식민지

### 오스트리아헝가리
유럽 지역:

#### 다른 유럽 지역
- 알바니아(1916~1918)
- 남네덜란드(벨기에, 1714~1793/95)

#### 왕실 소유지
- 바나트(1718~1918)
- 체히(1526~1619, 1620~1918)
- 보스니아 헤르체고비나(1878~1918)
- 부코비나(1775~1918)
- 카르니올라(슬로베니아, 1270~1918)
- 크라쿠프(1795~1809, 1847~1918)
- 크로아티아(1527~1809, 1813~1918)
- 달마티아(일리리아, 1797~1805, 1815~1918)
- 리예카(1471~1809, 1813~1918)
- 프리크탈(1230~1797)
- 갈리시아 로도메리아 왕국(1772~1918)
- 고리치아와 그라디스카(고리치아: 1500~1809, 1813~; 그라디스카: 1511~1647, 1717~)
- 홀슈타인(1865~1866)
- 헝가리 왕국(1526~1849, 1849~1918)
- 이스트라반도(1797~1805, 1814~1918)
- 케른텐주(카란타니아, 1553~1809, 1813~)
- 올테니아(1718~1739)
- 롬바르디아주(밀라노, 1714~1796, 1814~1859)
- 루사티아(1526~1635)
- 룩셈부르크(1713~1793/95)
- 만토바(1714~1796)
- 몰다비아(1854~1856)
- 몬테네그로(1916~1918)
- 모라바(1526~1918)
- 뮌스터(1784~1800)
- 나폴리(1714~1735)
- 니더외스터라이히주(1156~)
- 노비파자르(1878~1909)
- 오버외스터라이히주(1156~)
- 파르마(1735~1748)
- 카르파티아산맥(1918)
- 폴란드(1916~1918)
- 루마니아(1916~1918)
- 루테니아(1775~1918)
- 잘츠부르크(1805~1810, 1816~)
- 사르데냐(1714~1720)
- 세르비아(베오그라드, 1718~1739, 1915~1918)
- 시칠리아(1720~1735)
- 실롱스크(브로츠와프, 1526~1742)
- 오스트리아령 실롱스크(오파바, 1526/1742~1918)
- 슬로바키아(1526~1918)
- 슈타이어마르크주(1282 ~)
- 트란실바니아(1551~1849, 1849~1918)
- 트렌토(1801~1805, 1813~1918)
- 트리에스테(1382~1809, 1813~1918)
- 토스카나주(1737~1796)
- 티롤(1363~1805, 1814 ~)
- 우크라이나(1918)
- 베네치아(1797~1805, 1814~1866)
- 푸르터 오스트리아(순드고 1648년까지, 브라이스가우, 부르가우, 프리크탈, 1368~1805)
- 보이보디나(1688~1918)
- 포어아를베르크주(1363/1451/1765/1814 ~)
- 왈라키아 공국(1790~1791)
- 서갈리시아(1795~1809)

#### 식민지
- 반퀴바자르 카벨론(인도, 1719/23~1744/50)
- 니코바르 제도(1778~1783)

### 벨기에
아래 두 지역은 제1차 세계 대전 이후 흡수됨:
- 오이펜 말메디(1919~1940, 1944~)
- 중립 모레스네(1920~1940, 1944~)

#### 식민지
- 벨기에령 콩고(1908~1960)
- 카탕가(1900~1960)
- 라도 지역(1894~1910)
- 르완다 부룬디(1916~1962)
  - 부룬디(1916~1962)
  - 르완다(1916~1962)

### 대영 제국
이전의 국가 구성원인 잉글랜드 왕국과 스코틀랜드 왕국의 식민지를 포함.
- 아덴 거류지/아덴 식민지(1839~1967)
- 아덴 보호령(1890년경~1963)
- 아프가니스탄(1839~1842, 1879~1880)
- 안다만 제도와 니코바르 제도(안다만 제도: 1789~1947, 니코바르 제도: 1868~1947, 인도)
- 앵글로이집트 수단(수단, 1898~1956)
- 앵귈라(1650~1967, 1969~)
- 앤티가섬(1632~1981)
- 아루바(1799~1815)
- 어센션섬(1815~)
- 애시모어 카르티에 제도(1878~1934)
- 오스트레일리아(1900~1931)
- 바하마(1648~1657, 1670~1973)
- 바레인(1880~1971)
- 베이커섬(1889~1935)
- 발루치스탄주(1877~1947)
- 반탐(1603~1621년과 1628~1682)
- 바베이도스(1624~1966)
- 바부다섬(1628~1981)
- 바수톨란드(현 레소토, 1843~1966)
- 베추아날란드 보호령(현 보츠와나, 1885~1966)
- 벵쿨루주(1685~1824)
- 벵골(1681~1947)
- 버비스(1781~1782, 1796~1802, 1803~1970)
- 버뮤다(1609~)
- 뭄바이(1662~1947)
- 보네르섬(1807~1814)
- 오가사와라 제도(1827~1875)
- 영국령 카메룬(1914~1954)
- 브리티시컬럼비아주(1858~1871)
- 영국령 기아나(가이아나, 1831~1970)
- 영국령 온두라스(벨리즈, 1749~1981)
- 영국령 인도양 지역(1810~)
- 영국령 카프라리아(1835~1878)
- 영국령 남부 버마(1824~1948)
- 영국령 북보르네오(사바주, 1762~1775,1877~1963)
- 영국령 페르시아만 거류지(1763~1971)
- 영국령 솔로몬 제도(1893~1978)
- 영국령 소말릴란드(1884~1960)
- 영국령 토골란드(1914~1956)
- 영국령 버진아일랜드(1666~)
- 영국령 서아프리카(1821~1850, 1866~1888)
- 영국령 서태평양 지역(1877~1976)
- 브루나이(1888~1983)
- 버마(1885~1948)
- 캐나다(1867~1931)
- 캐나다 이스트(1759~1867)
- 캐나다 웨스트(1791~1867)
- 케이프브레턴섬(1629, 1745~1749, 1758~1867)
- 케이프 식민지 (1795~1803, 1806~1910)
- 캐롤라이나(1585~1586, 1629~1776)
- 케이맨 제도(1670~)
- 세우타(1810~1814)
- 스리랑카(1796~1948)
- 크리스마스섬(1899~1958)
- 코코스 제도(1857~1955)
- 코네티컷주(1639~1776)
- 쿡 제도(1888~1900)
- 쿠르그(1834~1947)
- 코르시카(1794~1796, 1814)
- 쿠바(1762~1763)
- 퀴라소섬(1800~1806, 1807~1816)
- 키프로스(1878~1960)
- 키레나이카(1942~1951)
- 덴마크령 인도(타랑감바디, 1808~1815)
- 다리엔(1698~1699)
- 델라웨어주(1664~1776)
- 데메라라 에세퀴보(1781~1782, 1796~1802, 1803~1970)
- 도미니카 연방(1761~1778, 1784~1978)
- 네덜란드령 동인도(1811~1816, 1945~1946)
- 네덜란드령 인도(1780~1784, 1795~1818)
- 이집트(1801~1803, 1882~1922)
- 엘바섬(1801~1802)
- 에리트레아(1941~1952)
- 포클랜드 제도(1690~)
- 로디지아 니아살랜드 연방 (1953~1963)
- 비오코섬(1827~1855)
- 피지(1871~1970)
- 플로리다주(1763~1783)
- 프랑스령 인도(1760~1765, 1778~1783, 1793~1816)
- 프랑스령 소말릴란드(지부티, 1942~1946)
- 감비아(1661~1695, 1713~1779, 1816~1970)
- 조지아주(1732~1777)
- 지브롤터(1704~)
- 길버트 제도와 엘리스 제도(키리바시, 1892~1979)
- 고아주(1797~1802, 1803~1813)
- 황금 해안(1621~1960)
- 고레섬(1758~1763, 1809~1817)
- 그레나다(1609, 1762~1779, 1783~1974)
- 과들루프(1759~1763, 1794, 1810~1816)
- 기옌/가스코뉴(1152~1449)
- 하노버(1714~1806, 1813~1837)
- 하와이주(1843)
- 헬골란트섬(1807~1890, 1945~1952)
- 홍콩(1841~1997)
- 하울랜드섬(1889~1935)
- 인도(1774~1947)
- 이오니아 제도(1809~1864)
- 이라크(1916~1935)
- 아일랜드(1171~1921)
- 이탈리아령 소말릴란드(1941~1950)
- 이탈리아 왕국(1943~1945)
- 자메이카(1765~1962)
- 자르비스섬(1889~1935)
- 카마란섬(1915~1967)
- 케냐(1888~1963)
- 쿠리아 무리야 제도(1854~1967)
- 쿠웨이트(1899~1961)
- 라부안(1846~1963)
- 라고스(1861~1960)
- 레바논(1941~1946)
- 리워드 제도(1671~1960)
- 로드하우섬(1788~1900)
- 로어캐나다(1759~1867)
- 마다가스카르(1942~1946)
- 마데이라 제도(1801~1802, 1807~1814)
- 첸나이(1640~1947)
- 메인주(1622~1775)
- 말라카(1795~1802, 1807~1818, 1824~1957)
- 말라야(1874~1957)
- 몰디브(1796~1965)
- 몰타(1800~1964)
- 메릴랜드주(1632~1776)
- 마르티니크(1762~1763, 1793~1801, 1809~1814)
- 매사추세츠주(1620~1775)
- 모리셔스(1810~1968)
- 메노르카섬(1708~1756, 1763~1782, 1798~1802)
- 몸바사(1823~1826)
- 몬트세랫(1632~1667, 1668~1782, 1784~)
- 모스키토 해안(1658~1894)
- 몰루카(1796~1802,1810~1817)
- 무스카트 오만(1861~1971)
- 나탈(1829~1839, 1843~1910)
- 나우루(1947~1968)
- 네비스(1628~1983)
- 뉴브런즈윅주(1784~1867)
- 누벨칼레도니(1698~1700)
- 뉴잉글랜드(1686~1689)
- 뉴프랑스(1759~1764)
- 뉴햄프셔주(1623~1776)
- 뉴저지주(1665~1776)
- 뉴사우스웨일스주(1770~1900)
- 뉴욕주(1664~1775)
- 뉴질랜드(1769~1931)
- 뉴펀들랜드(1497~1931)
- 나이지리아(1914~1960)
- 니우에(1900~1901)
- 노퍽섬(1788~1914)
- 노스캐롤라이나주(1629~1776)
- 카이베르파크툰크와주(1901~1947)
- 노스웨스트 준주/허드슨만(1670~1870)
- 북아일랜드(1921~)
- 나이지리아 북부 (1885~1914)
- 북로디지아(1900~1964)
- 노던 준주(1824~1829, 1838~1849, 1864~1900)
- 노바스코샤주(1621~1632, 1654~1670, 1690~1691, 1710~1867)
- 니아살랜드(말라위, 1889~1964)
- 니제르 해안 보호령(1827~1914)
- 오렌지 자유국(1845~1854, 1900~1910)
- 오야포크(1620)
- 팔레스타인(1918~1948)
- 팔미라섬(1889~1898)
- 파푸아 준주(1883~1901)
- 피낭(피낭섬, 1786~1957)
- 펜실베이니아주(1681~1776)
- 필리핀(1762~1764)
- 핏케언 제도(1838~)
- 프린스에드워드아일랜드주(1758~1870)
- 펀자브주(1849~1947)
- 꼰선섬(1702~1705)
- 카타르(1868~1971)
- 퀘벡주(1629~1632, 1759~1867)
- 퀸즐랜드주(1824~1900)
- 레돈다섬(1872~1981)
- 레위니옹(1810~1815, 1942~1946)
- 로드아일랜드주(1636~1776)
- 로도스섬와 도데카니사 제도(1945~1947)
- 로디지아(1888~1900)
- 로콜(1955~)
- 로드리게스섬(1809~1968)
- 루퍼트 랜드(1670~1870)
- 사바섬(1781,1801~1803, 1810~1816)
- 세인트크리스토퍼(1623~1666, 1671~1983)
- 생 도맹(아이티, 1793~1798)
- 신트외스타티위스섬(1665~1668, 1672~1682, 1801~1816)
- 세인트헬레나(1651~)
- 세인트루시아(1664~1667, 1762~1763, 1781~1783, 1794~1795, 1796~1802, 1803~1979)
- 세인트마틴섬(1781,1801~1802, 1810~1816)
- 생피에르 미클롱(1702~1763, 1778~1783, 1793~1802, 1803~1814)
- 세인트토머스 세인트존(1801~1802, 1807~1815)
- 세인트빈센트 그레나딘(1627~1636, 1672~1673, 1762~1779,1783~1979)
- 사라왁주(1888~1963)
- 세네갈(1693, 1758~1779, 1809~1817)
- 세이셸(1794~1976)
- 시에라리온(1787~1961)
- 시킴주(1817~1947)
- 신드(1843~1947)
- 싱가포르(1819~1959)
- 소말리아(1941~1950)
- 남아라비아 보호령(1963~1967)
- 남아프리카 공화국(1910~1931)
- 남카리브 제도(1762~1779, 1783~1802)
- 사우스캐롤라이나주(1665~1776)
- 사우스조지아 사우스샌드위치 제도(1775~)
- 남나이지리아 보호령(1849~1914)
- 남로디지아(1900~1965, 1979~1980)
- 해협 식민지(1826~1957)
- 수에즈 운하 지역 (1922/1936~1956)
- 수라트(1612~1703)
- 에스와티니(1893~1968)
- 시리아(1914~1919, 1941~1946)
- 탕가니카(1916~1961)
- 탕헤르(1662~1684)
- 태즈메이니아주(1803~1900)
- 타티 할양지(1872~1966)
- 토바고섬(1762~1781, 1793~1802, 1803~1962)
- 토켈라우(1877~1926)
- 통가(1900~1970)
- 라토티섬(아이티, 1631~1641)
- 트란스요르단(요르단, 1921~1946)
- 트란스발(1877~1880, 1900~1910)
- 트리니다드섬(1797~1962)
- 트리폴리타니아(1942~1951)
- 트리스탄다쿠냐 제도(1816~)
- 협정 국가(1892~1971)
- 터크스 케이커스 제도(1679~)
- 투발루(1892~1979)
- 우간다(1890~1962)
- 어퍼캐나다(1760~1867)
- 밴쿠버섬(1849~1871)
- 빅토리아주(1839~1900)
- 버지니아주(1607~1776)
- 웨일스(1282~)
- 월비스베이(1878~1885)
- 웨이하이 요새(1898~1930)
- 서플로리다(1763~1781)
- 서인도 제도 연방 (1958~1962)
- 웨스턴오스트레일리아주(1825~1900)
- 윌로비(1652~1668)
- 윈드워드 제도(1885~1960)
- 잔지바르(1890~1963)
- 짐바브웨~로디지아(1979~1980)
- 줄룰란드(1879~1910)

#### 영유권을 주장하는 지역
- 영국령 남극 지역(1819~)

#### 공동 통치 지역
- 뉴헤브리디스 제도(현 바누아투, 프랑스와 공동 통치, 1887~1980)

### 덴마크
- 잉글랜드(1016~1042)
- 에스토니아(1219~1346)
- 페로 제도(1380~) 1708년 노르웨이의 속국이 될 때까지.
- 아이슬란드(1380~1944) 1814년 노르웨이의 속국이 될 때까지.
- 노르웨이(1380~1814, 동군연합)
- 올덴부르크(1148~1773)
- 플리텐(1560~1585)
- 포메라니아(1185~1259, 1715~1720, 1815)
- 사레마(1564~1645)
- 슐레스비히 홀슈타인(슐레스비히: 945~1865, 1920~; 홀슈타인: 1201~1865)
- 스웨덴(1397~1523, 동군연합)

#### 식민지
- 덴마크령 황금 해안(덴마크령 기니, 현 가나, 1657~1850)
- 덴마크령 인도(타랑감바디, 1620~1845)
- 그린란드(1380~1410, 1721~) 1814년 노르웨이의 속국이 될 때까지.
- 니코바르 제도(1756~1868)
- 덴마크령 서인도 제도(1735~1917)
- 세인트토머스 세인트존(1684~1917)

### 핀란드
- 올란드 제도(1809~)
- 동카렐리야(1941~1944)

### 프랑스
유럽의 몇몇 지역들은 프랑스 본국과 통합되었고, 완전한 시민권을 보유하게 됨.
- 알자스(1678~1870, 1918~1940, 1944~)
- 아비뇽과 콩타브네생 주변 지역 (1226~1290, 1791~)
- 바스나바르(1589~)
- 코르시카(1768~1794, 1796~)
- 프랑슈콩테(1678~)
- 구스(19??~)
- 망통(1861~)
- 로렌(1766~1870, 1918~1940, 1944~)
- 몽벨리아르(1534~35, 1676~1697, 1792~)
- 뮐루즈(1798~)
- 니스(1388, 1792~1814, 1860~)
- 오랑주(1660~1665, 1673~1697, 1702~)
- 로크브륀카프마르탱(1861~)
- 루시용/페르피냥(1462~1493, 1642~)
- 사보이(1537~1547, 1797~1815, 1861~)

#### 보호국
- 망통(1793~1814)
- 모나코(1793~1814)
- 로크브륀카프마르탱(1793~1814)

#### 영유권을 주장하는 지역
- 아델리 해안(남극 지역, 1924~)

#### 프랑스 제1제국과 유럽의 위성 도시
- 벨기에(1703~1706, 1745~1748, 1795~1814)
- 베르크주와 클레베 공국(1806~1813)
- 브레멘(1810~1813)
- 카탈루냐 지방(1810~1813)
- 그단스크(1807~1813)
- 엘바섬(1802~1814)
- 에르푸르트(1807~1813)
- 제네바(1798~1813)
- 함부르크(1810~1813)
- 홀란트(1810~1813)
- 달마티아 지방 (1808~1813)
- 이오니아 제도(1797~1799, 1807~1810)
- 리구리아주/제노바(1396~1406, 1458~1461, 1507~1515, 1512~1528, 1800~1814)
- 롬바르디아주/밀라노(1495~1512, 1515~25, 1796~1814)
- 뤼베크(1810~1813)
- 룩셈부르크(1792~1793, 1795~1814)
- 몰타(1798~1800)
- 나폴리(1805~1814)
- 메노르카섬(1756~1763)
- 파르마(1808~1814)
- 피에몬테주(1536~1559, 1800~1814)
- 피아첸차(1640~1714)
- 피옴비노(1803~1814)
- 포르투갈(1807~1810)
- 라인란트(1797~1814)
- 로마와 교황령(1809~1814)
- 스페인(1808~1813)
- 토스카나주(1807~1814)
- 발레주(1810~1813)
- 베네치아(1797~1798, 1805~1813, 1866)
- 바르샤바 공국(폴란드, 1807~1813)

#### 식민지
해외의 점령 지역과 현재 해외 영토에 포함된 지역을 포함함.
- 아카디아(1600~1710)
- 알제리(1830~1962)
- 앙주앙섬(1912~1975)
- 아르갱(1678, 1721~1722, 1724~1728)
- 바사스다인디아(1897~)
- 버비스(1782~1784)
- 캄보디아(1863~1953)
- 카메룬(1914~1960)
- 중앙아프리카 공화국(1893~1960)
- 차드(1900~1960)
- 찰스포트(사우스캐롤라이나주, 1562~1563)
- 킬리키아(1919~1920)
- 클리퍼턴섬(1855~)
- 남베트남의 코친차이나(1862~1949)
- 코모로(1886~1975)
- 다호메이(베냉, 1894~1960)
- 데메라라 에세퀴보(1782~1784)
- 디에고수아레스(1886~1960)
- 도미니카 연방(1627~1748, 1778~1784)
- 이집트(1798~1801)
- 유로파섬(1897~)
- 페잔(1943~1951)
- 톨라나로(1642~1674)
- 프랑스령 서인도 제도(1674~1759, 1768~1775)
- 상하이 시의 프랑스 할양지(1849~1946)
- 프랑스령 콩고(1880~1960)
- 프랑스령 적도 아프리카(1910~1960)
- 프랑스령 기아나(1644~1809, 1817~)
- 프랑스령 기니(현 기니, 1849~1958)
- 프랑스령 인도(1674~1954)
- 인도차이나 반도(1887~1949)
- 프랑스령 모로코(1912~1956)
- 프랑스령 폴리네시아(1842~)
- 프랑스령 폴리네시아(1842~)
- 세인트헬레나의 프랑스 소유지 (1858~)
- 아메리카의 프랑스 소유지 (1939~1943)
- 프랑스령 소말릴란드(현 지부티, 1862~1977)
- 프랑스령 남부와 남극 지역(1924~)
- 프랑스령 수단(현 말리, 1880~1960)
- 프랑스령 (Shoals) Treaty Shore (1713~1904)
- 프랑스령 서아프리카(1895~1960)
- 캐롤라인 요새(플로리다주, 1564~1565)
- 콜리니 요새/프랑스령 남극(1555~1560)
- 텍사스의 프랑스 식민지(텍사스주, 1685~1689)
- 가봉(1839~1960~)
- 글로리오소섬(1897~)
- 고레섬(1626~1758, 1763~1809, 1817~1960)
- 그레나다(1649~1763, 1779~1783)
- 과들루프(1635~1813,1814~)
- 하타이주/이스켄데룬(1918~1939)
- 허드슨만(버번 요새, 올버니 요새, 찰스 요새, 세인트진 요새, 1672~1673, 1686~1693, 1694~1696, 1697~1713, 1782~1783)
- 모리셔스(1715~1810)
- 프린스에드워드아일랜드주(1663~1758)
- 로얄섬(현 케이프브레턴섬, 1605~1745)
- 코트디부아르(1843~1960)
- 자발 알 드루제주(1921~1946)
- 주앙드노바섬(1897~)
- 카스텔리조(1915~1920)
- 지룽시와 펑후 제도(1884~1885)
- 광저우만 조차지 중국으로부터 할양됨 (1898~1946)
- 라오스(1893~1953)
- 라타키아(1920~1946)
- 루이지애나주(1699~1762, 1800~1803)
- 마다가스카르(1896~1960)
- 첸나이(인도, 1746 ~1749)
- 포클랜드 제도(1764~1767)
- 마르티니크(1625~)
- 모리타니(1903~1960)
- 마요트(1841~)
- 막시밀리안 1세를 추대하여 생긴 멕시코 제국 (1863~1867)
- 콩고 공화국(1880~1960)
- 모엘리섬(1912~1975)
- 몬트리올(1642~1760)
- 몬트세랫(1666~1667, 1782~1784)
- 무리(1892~1893)
- 네덜란드령 동인도(1810~1811)
- 네비스(1782~1784)
- 누벨칼레도니(1853~)
- 뉴펀들랜드(1696~1697, 1762)
- 뉴프랑스(1542~1760)
- 니제르(1900~1960)
- 노시베섬(1840~1960)
- 캐나다의 퀘벡주(1608~1759)
- 로랑시앵 공화국(1793~1814)
- 레위니옹(1642~1810, 1815~)
- 기니(1849~1958)
- 사바섬(1781~1784, 1795~1801)
- 생바르텔레미(1648~1784, 1878~)
- 세인트크리스토퍼(1628~1690, 1698~1702, 1706, 1782~1783)
- 세인트크로이섬(1650~1733)
- 생 도맹(현 아이티, 1633~1804)
- 신트외스타티위스섬(1689~1690, 1781~1784, 1795~1801)
- 세인트루시아(1650~1723, 1756~1803)
- 생트마리섬(1750~1960)
- 세인트마틴섬(1648~)
- 생피에르 미클롱(1604~1713, 1763~)
- 세인트빈센트(1779~1783)
- 산토도밍고(1795~1809)
- 상투메(1709~171.)
- 세네갈(1626~1758, 1779~1809, 1817~1960)
- 세이셸(1770~1810)
- 토바고섬(1666~1667, 1781~1793, 1802~1803)
- 토고(1914~1960)
- 트루아리비에르(1634~1760)
- 트로믈랭섬(1814~)
- 튀니지(1881~1956)
- 우방기샤리(현 중앙아프리카 공화국, 1893~1960)
- 오트볼타(현 부르키나파소, 1895~1960)
- 베트남(안남과 통킹, 1883~1954)
- 왈리스 푸투나(1887~)

#### 공동 통치 지역
- 뉴헤브리디스 제도(현 바누아투, 영국과 공동 통치, 1887~1980)

#### 국제적으로 주권이 위임된 지역
국제 연맹으로부터 주권이 위임된 지역/UN 신탁 통치 지역:
- 레바논(1918~1946)
- 프랑스령 토골란드, 신탁 통치가 됨 (1916~1960)
- 자를란트주(1918~1920, 1945~1956)
- 시리아(1920~1946)

제2차 세계 대전 이후 연합군이 점령한 지역:
- 프랑스령 오스트리아 지역 (1945~1955)
- 프랑스령 베를린 지역 (1945~1990)
- 프랑스령 독일 지역 (1945~1955)
- 프랑스령 빈 지역 (1945~1955)

### 독일/프로이센/나치 독일
- 알자스로렌(1870~1918, 1940~1945)
- 그단스크(1793~1807, 1814~1919, 1939~1945)
- 동프로이센(1618~1945)
- 오이펜 말메디(1815~1919, 1940~1944)
- 하노버(1866~)
- 헤센주/카셀(헤세카셀, 1866~)
- 메멜(1618~1920, 1939~1945)
- 나사우 백작령(1866~)
- 노이오스트프로이센(1793~1807)
- 슐레스비히 홀슈타인(슐레스비히: 1865~, 홀슈타인: 1866~)
- 실롱스크(브로츠와프, 1742~1945)
- 남프로이센(1793~1807)
- 서프로이센(1772~1920, 1939~1945)

#### 제1차 세계 대전또는제2차 세계 대전당시의 지배 지역
- 알바니아(1943~1944)
- 오스트리아(1938~1945)
- 비아위스토크(1941~1944)
- 벨기에(1914~1918, 1940~1944)
- 체히 모라바(1939~1945)
- 크레타(1941~1944)
- 덴마크(1940~1945)
- 에스토니아(1918, 1941~1944)
- 프랑스(1940~1944)
- 그리스(1941~1944)
- 헝가리(1944 ~1945)
- 라트비아(1918, 1941~1944)
- 리투아니아(1917~1918, 1941~1944)
- 룩셈부르크(1914~1918, 1942~1945)
- 몬테네그로(1943~1944)
- 네덜란드(1940~1945)
- 중립 모레스네(1915~1918, 1940~1944)
- 노르웨이(1940~1945)
- 오스틀란트(1940~1944)
- 폴란드(1916~1918, 1939~1944)
- 루마니아(1916~1918)
- 세르비아(1941~1944)
- 수데텐란트(1938~1945)
- 스발바르 제도(1941~1942)
- 우크라이나(1918, 1941~1943)
- 바르테란트 대관구(포즈난, 1939~1945)

#### 식민지
- 아르갱(1685~1721)
- 부룬디(1890~1916)
- 캐롤라인 제도(1899~1914)
- 독일령 동아프리카(탄자니아, 1885~1914)
- 독일령 카메룬(카메룬, 1884~1916)
- 독일령 뉴기니(1884~1914)
- 독일령 남서아프리카(나미비아, 1884~1915)
- 토골란드(토고, 1884~1914)
- 자오저우 시 중국으로부터 할양됨 (1897~1914)
- 마리아나 제도(1899~1914)
- 마셜 제도(1885~1914)
- 나우루(1887~1914)
- 팔라우(1899~1914)
- 브란덴부르크령 황금 해안(1682~1720)
- 르완다(1890~1916)
- 사모아(1900~1914)
- 비툴란트(현 케냐, 1885~1890)

#### 영유권을 주장하는 지역
- 노이슈바벤란트(1939~1945)

### 그리스
- 크레타(1913~)
- 로도스섬과 도데카니사 제도(1947~)

### 아이슬란드
- 그린란드(984~1400년경)

### 제노바와베네치아를 포함한이탈리아
- 알바니아(1938~1945)
- 안탈리아(1919~1921)
- 케르키라섬(1923, 1941~1943)
- 키레나이카(1912~1942)
- 에리트레아(마사와와 아사브, 1882~1941)
- 에티오피아(1936~1942)
- 페잔(1912~1942)
- 이탈리아령 동아프리카(1940~1942)
- 이탈리아령 소말릴란드(1889~1941, 1950~1960)
- 주발란드(1924~1941)
- 리비아(1911~1942)
- 로도스섬과 도데카니사 제도(1912~1945)
- 사잔섬(1914~1947)
- 타볼라라섬(1962~)
- 톈진시 중국으로부터 할양됨 (1900~1947)
- 트리폴리타니아(1911~1942)

#### 제2차 세계 대전당시의 지배 지역
- 영국령 소말릴란드(1940~1941)
- 코토르(1941~1944)
- 제노바 공화국 :
- 아마스라(1261~1461)
- 삼순(1261~1425)
- 안나바 ?
- 케팔로니아섬과 자킨토스(1194~1206)
- 케르치(1318~1474)
- 키오자(1379~1380)
- 히오스섬(1345~1566)
- 케르키라섬(1386)
- 코르시카(c.1050~1077, 1285~1297, 1559~1768)
- 암모호스토스(1373~1464)
- 페오도시야/가자리아(1266~1296, 1346~1475)
- 레스보스섬(1261~1462)
- 칠리아베체(1328?~1475?)
- 빌호로드드니스트로우스키(1328?~1475)
- 모나코(1174~1297, 1301~1331, 1357~1395, 1402~1419)
- 미코노스섬(1245~1250)
- 베욜루와 갈라타(1273~1453)
- 로도스섬(1082~1097)
- 사모스섬(1204~1475, 1502~1558)
- 사르데냐(1284~1326)
- 타바르카(1542~1741)
- 타나이스/아조프(1316~1475)
- 타소스(1433~1456)
- 베네치아 공화국 :
- 안드로스섬(1207~1566)
- 아르고스/나브플리온(1388~1540, 1686~1715)
- 벨루노와 바사노델그라파와 비첸차(1404~1797)
- 카스텔로리조(1339~1695)
- 코토르(1420~1797)
- 케팔로니아섬(1206~1214, 1483~1485, 1502~1797)
- 키티라섬(1205~1275, 1309~1797)
- 안티키테라(1293~1797)
- 히오스섬(1124~1261)
- 케르키라섬(1386~1797)
- 코로니(1209~1500, 1685~1715)
- 크레타(1204~1363, 1364~1669)
- 키프로스(1489~1570)
- 달마티아(1409~1797)
- 두브로브니크/라구사(1000~1018, 1204~1358)
- 두러스(1392~1501)
- 아이이나(1451~1537, 1687~1715)
- 에비아(1216~1470)
- 겔리볼루(1204~1225)
- 이오니아 제도(1386~1797)
- 이스트라반도 해안 ( 1374~1797)
- 페오도시야/수다크(1204~1261, 1396~1307)
- 코스(1204~1215)
- 림노스섬(1457~1459, 1464~1477)
- 나우파크토스(1407~1499, 1697~1699)
- 레스보스섬(1204~1224)
- 메토니(1209~1500, 1686~1715)
- 모레아(1699~1715)
- 미코노스섬(1252~1258, 1390~1715)
- 낙소스섬(1207~1579)
- 파르가(1401~1452, 1454~1797)
- 파트라(1488~1687)
- 프레베자(1684~1699, 1717~1797)
- 로도스섬(1082~1097)
- 로마냐/라벤나(1441~1530)
- 테키르다(1204~1225)
- 사모스섬(1125~1157)
- 레프카다(1362~1479, 1500, 1689~1797)
- 슈코더르(1396~1479)
- 스키로스(1261~1269, 1453~1538)
- 타나/아조프(12..~1316)
- 보즈자다(1376~1379?)
- 타소스(1457~1459, 1460~1466)
- 테살로니키(1423~1430)
- 트레비소(1339~1379, 1389~1797)
- 베로나와 파도바(1405~1797)
- 보니트사(1684~1715, 1716~1797)
- 자다르(1115~1154, 1160~1183, 1204~1797)
- 자킨토스(1485~1797)

### 몰타 기사단/몰타
- 안탈리아(1361~1373)
- 보드룸(1412~14..)
- 코린토스(1397~1404)
- 이카리아(1424~1521)
- 카스텔로리조(1306~1440)
- 코스섬(1215~1522)
- 몰타(1530~1798)
- 오랑주(1180 ~1307)
- 로도스섬(1309~1522)
- 살로나/암피사(1407~1410)
- 스미르나(현 이즈미르, 1344~1402)
- 트리폴리(1530~1551)

#### 식민지
- 세인트크리스토퍼(1651~1665)
- 세인트크로이섬(1651~1653)
- 생바르텔레미(1653~1667)
- 라토티섬(1651~1665)

### 모나코
- 망통(1346~1793, 1814~1848)
- 로크브륀카프마르탱(1355~1793, 1814~1848)

### 네덜란드
- 벨기에(1815~1830)
- 네덜란드령 독일 지역 (1949~1963)
- 룩셈부르크(1815~1890)

#### 식민지
- 아르갱(1633~1678, 1722~1724)
- 아루바(1634~)
- 버비스(1666~1781, 1784~1796, 1802~1803)
- 보네르섬(1642~)
- 케이프 식민지(1652~1797, 1803~1806)
- 스리랑카(1658~1796)
- 퀴라소(1634~)
- 마푸투 만(모잠비크, 1721~1725)
- 데메라라 에세퀴보(1624~1781, 1784~1796, 1802~1803)
- 데지마 인공섬(일본의 공업 특별 지역, 1641~1860)
- 네덜란드령 인도(1635~1781, 1784~1795)
- 네덜란드령 동인도(1602~1811, 1816~1949)
- 네덜란드령 황금 해안(1598~1871)
- 네덜란드령 기아나(현 수리남, 1665~1975)
- 네덜란드령 인도(코로만델 해안, 1608~1825)
- 네덜란드령 뉴기니(1828~1962)
- 네덜란드령 서아프리카(앙골라, 1641~1648)
- 네덜란드령 서인도 제도(1828~1848)
- 에세퀴보(1624~1781, 1784~1803)
- 프랑스령 기아나(1660~1664)
- 프랑스령 인도(1693~1699)
- 고레섬(1617~1663, 1664~1677)
- 말라바르 해안(1663~1795)
- 말라카(1641~1795, 1802~1807, 1818~1826)
- 모리셔스(1638~1710)
- 몰루카(1621~1949)
- 네덜란드령 안틸레스(1848~)
- 뉴 암스테르담(1623~1664)
- 네덜란드령 브라질(1630~1654)
- 뉴네덜란드(뉴욕주, 1653~1664)
- 토바고섬(1628~37, 1654~1666, 1667~1672, 1676~1677)
- 포메론강 유역 (1657~1689)
- 사바섬(1640~)
- 상투메(1641~1648)
- 신트외스타티위스섬(1636~)
- 신트마르턴(1648~)
- 타이완(1642~1662)

### 노르웨이
- 부베섬(1930~)
- 에리크더레즈랜드(1932~1933)
- 페로 제도(1035~1814)
- 그린란드(1261~1814)
- 헤브리디스 제도(아우터헤브리디스, c.874~1266)
- 아이슬란드(1262~1814)
- 맨섬(985~1266)
- 옘틀란드(1178~1645)
- 오크니 제도(c.874~1468)
- 페테르 1세섬(1931~)
- 퀸모드랜드(1938~)
- 셰틀랜드 제도(c.874~1468)
- 스베르드루프 제도(1898~1930)

### 오스만 제국/터키
- 아덴(1538~1839)
- 아바단(1514~1529, 1543~1623, 1639~1847)
- 압하스(1578~1810)
- 알바니아(슈코더르와 블로러와 티라나, 1410~1912)
- 알제리(알제, 1536~1830)
- 알제리(콩스탕틴, 1637~1830)
- 알제리(오랑, 1708~1732, 1792~1831)
- 아르메니아(예레반, 1514~1618)
- 아제르바이잔(바쿠, 1516~1806)
- 아제르바이잔(타브리즈, 1585~1639)
- 아제르바이잔(카라바흐, 1557~1730)
- 보스니아 헤르체고비나(1463~1908)
- 불가리아(1395~1908)
- 크레타(1669~1908)
- 크림반도(1475~1783)
- 크로아티아(슬라보니아와 리카, 1529~1699)
- 키클라데스 제도(1566~1830)
- 키프로스(1570~1914)
- 다게스탄 공화국(1645~1730)
- 도데카니사 제도(1522~1912)
- 이집트(1517~1798, 1801~1914)
- 에리트레아(마사와, 1557~1884)
- 그루지야(조지아)(1516~1603, 1620~1683, 1727~1735)
- 그리스(1460~1831)
- 하마단(1721~1730, 1916~1918)
- 헝가리(1541~1699)
- 이라크(바그다드와 바스라와 모술, 1534~1917)
- 요르단(1516~1918)
- 코소보(1389~1912)
- 쿠웨이트(1534~1914)
- 레바논(베이루트와 아코와 시돈, 1516~1918)
- 리비아(키레나이카, 1521~1911)
- 리비아(트리폴리타니아, 1551~1912)
- 리비아(페잔, 1842~1912)
- 루리스탄주(1587~1639)
- 마케도니아 지방(스코페, 1371~1913)
- 몰도바(1526~1812)
- 몬테네그로(1516~1878)
- 북에게해 제도(1677~1912)
- 오만(1550~1551, 1581~1588, 1659~1741)
- 오트란토(1480~1481)
- 팔레스타인(1516~1918)
- 포돌리아(1672~1699)
- 카타르(1871~1916)
- 로도스섬(1522~1912)
- 루마니아(왈라키아 공국, 1541~1877)
- 루마니아(몰다비아, 1478~1812)
- 루마니아(트란실바니아, 1538~1699)
- 사로니코스 제도(1460~1830)
- 사우디아라비아(알 하사, 1871~1913)
- 사우디아라비아(히자즈, 1517~1916)
- 사우디아라비아(나지드, 1817~1902)
- 사우디아라비아(아시르주, 1871~1914)
- 세르비아(베오그라드와 니시와 칼레메그단, 1459~1878)
- 소말릴란드(세일락, 1548~1884)
- 스포라데스 제도(1538~1830)
- 수단(누비아, 1553~1885)
- 수단(다르푸르, 1874~1883)
- 수단(에콰토리아, 1871~1889)
- 수단(코르도판, 1821~1883)
- 시리아(다마스쿠스, 알레포, 1516~1918)
- 튀니지(1534~1881)
- 예멘(1517~1636, 1872~1918)

### 폴란드-리투아니아 연방
- 리보니아 공국(1561~1621)
- 쿠를란트 세미갈리아 공국(1562~1791)
- 로얄 프러시아(1466~1772)
- 프로이센 공국(1525~1657)
- 인플란티주(1660~1772)

#### 식민지
- 감비아(제임스섬, 1651~1659)
- 뉴 쿠를란트/토바고섬(1637/1639/1642, 1654~1659, 1680~1689)

### 포르투갈
- 수이라구에디마(1506~1525)
- 크사르엘케비르(1458~1550)
- 앙골라(포르투갈령 서아프리카, 1575~1975)
- 아르갱(1455~1633)
- 아실라(1417~1550, 1577~1589)
- 아제무르(1513~1541)
- 아소르스 제도(1432~)
- 비사우(1687~1974)
- 브라질(1500~1822)
- 카빈다주(포르투갈령 콩고, 1885~1975)
- 카셰우(1588~1974)
- 카보베르데(1642~1975)
- 세우타(1415~1640)
- 스리랑카(1518~1658)
- 우루과이(시스플라티나, 1815~1822)
- 비오코섬과 아노본섬(1474~1778)
- 프랑스령 기아나(1809~1817)
- 고아주(포르투갈령 인도, 1510~1961)
- 호르무즈섬(1515~1622)
- 마카오(1553~1999)
- 마데이라 제도(1420~)
- 말라카(1511~1641)
- 엘 자디다(1506~1769)
- 몸바사(1593~1698, 1728~1729)
- 몰루카(1512~1621)
- 모잠비크(포르투갈령 동아프리카, 1501~1975)
- 무스카트(1515~1650)
- 노바콜로니아두사크라멘투(1680~1777)
- 엘미나 성과 액심(포르투갈령 황금 해안, 1482~1642)
- 기니비사우(포르투갈령 기니, 1879~1974)
- 동티모르(포르투갈령 티모르, 1642~1975)
- 사피(1488~1541)
- 아가디르(1505~1541)
- 우이다(1680~1961)
- 상투메 프린시페(1470~1975)
- 소코트라섬(1506~1511)
- 탕헤르(1471~1662)
- 잔지바르(1503~1698)

### 러시아 제국/소비에트 연방/러시아

#### 러시아 제국과동군연합을 이룬 지역
- 폴란드 왕국(1815~1915)
- 핀란드(1809~1917)

#### 군의 지배를 받은 지역
- 동청 철도 지역(1898~1905, 1945~1955)
- 이리(1871~1881)
- 만주(1900~1905, 1945~1946)

#### 식민지
- 러시아령 아메리카(알래스카주, 1799~1867)
- 엘리자베스 요새(1816~1817)
- 로스 요새(1812~1841)

#### 할양된 지역
- 항코(1940~1941)
- 관둥(뤼순) 중국으로부터 할양됨 (1898~1905, 1945~1955)
- 포르크칼라(1944~1955)
- 바이코누르 우주 기지(1991~)

#### 국제적으로 주권이 위임된 지역,제2차 세계 대전이후 일방적으로 점령한 지역,제2차 세계 대전이후연합군이 점령
- 소비에트 연방령 오스트리아 지역(1945~1955)
  - 소비에트 연방령 빈 지역 (1945~1955)
- 불가리아(1944~1947)
- 핀란드(1944~1947 연합국 위원회가 주둔함; 1940년 3월 13일 국경을 회복함)
- 소비에트 연방령 독일 지역(1945~1955)
  - 소비에트 연방령 베를린 지역(1945~1955)
- 헝가리(1944~1947)
- 조선민주주의인민공화국(1945~1948)
- 루마니아(1944~1947)
- 만주(1945~1946)

### 스페인
통합된 지역 :
- 카나리아 제도(1480~)
- 발레아레스 제도(1492~)
- 나바라 지방(1512~)
- 코토믹스토(1864~)

유럽의 동군연합을 이룬 지역 외 :
- 비제르테(1535~1574)
- 프랑스의 샤로유(1493~1684)
- 프랑스의 프랑슈콩테(1493~1678)
- 지브롤터(영국이 점령할 때까지, 1462~1704)
- 룩셈부르크(1457~1713)
- 몰타(1492~1530)
- 이탈리아의 밀라노(1556~1713)
- 이탈리아의 나폴리(1492~1707, 1734~1759)
- 이탈리아의 파르마(1748~1802)
- 포르투갈(1580~1640)
- 프랑스의 루시용/페르피냥(1493~1642)
- 이탈리아의 사르데냐(1492~1708, 1718~1720)
- 이탈리아의 시칠리아(1492~1714, 1734~1759)
- 이탈리아의 프레시디주(1557~1720)
- 스페인령 네덜란드(북 (1556~1648), 남 (1556~1714)
- 아라곤 지방/카탈루냐 지방 :
- 십자군 국가 아테네 공국(1311~1390)
- 발레아레스 제도(1229~1492)
- 알바니아의 두러스(1376~1392)
- 몰타(1282~1492)
- 프랑스의 몽펠리에(1137~1349, 1365~1382)
- 나폴리(1435~1492)
- 루시용/페르피냥(1137~1185, 1242~1276, 1344~1462)
- 사르데냐(1326~1492)
- 시칠리아(1282~1492)

#### 식민지
- 바하마(1782~1783)
- 안나바(1535~1540)
- 베자이아(1510~1555)
- 캘리포니아주(1768~1821)
- 캐롤라인 제도(1659~1899)
- 세우타(1640~)
- 멕시코(1528~1821)
- 치아파스주(1541~1810, 1814~1818)
- 칠로에 군도(1784~1826)
- 코스타리카(1568~1821)
- 쿠바(1511~1899)
- 동플로리다(1565~1763, 1783~1821)
- 엘살바도르(1524~1821)
- 비오코섬과 아노본섬(1778~1968)
- 플로리다주(1565~1763, 1783~1821)
- 괌(1668~1898)
- 과테말라(1523~1821)
- 온두라스(1528~1821)
- 모로코의 이프니(1860~1969)
- 알보란섬(1540~)
- 페레질섬(1668~)
- 차파리나스 제도(1847~)
- 자메이카(1509~1655)
- 제르바섬(1551~1560)
- 루이지애나주(1762~1800)
- 포클랜드 제도(1767~1811)
- 마리아나 제도(1668~1899)
- 멜리야(1497~)
- 몬테비데오(우루과이, 1726~1812)
- 누에바그라나다(콜롬비아, 1520~1811, 1815~1821)
- 뉴멕시코주(1595~1821)
- 누에바 에스파냐 부왕령(멕시코, 1521~1821)
- 니카라과(1522~1821)
- 오랑(1509~1708, 1732~1792)
- 팔라우(1886~1899)
- 파나마(1501~1821)
- 파라과이(1535~1813)
- 페뇽드알제(1510~1529, 1573~1574)
- 페논데알우세마스섬(1559~)
- 페뇬데벨리스데라고메라섬(1508~)
- (남부) 페루(1535~1821)
- 푸에르토리코(1508~1898)
- 플라사스데소베라니아(모로코)
- 키토(에콰도르, 1532~1820)
- 라플라타강 유역 (아르헨티나, 1536~1816)
- 리오무니(1885~1968)
- 리오데오로(서사하라, 1860~1976)
- 산타크로수데라마르페케냐(1476~1524)
- 산토도밍고 현 도미니카 공화국과 아이티(1492~1795, 1808~1821, 1861~1863)
- 스페인령 동인도(필리핀, 1521~1898)
- 스페인령 기니(적도 기니, 1885~1968)
- 스페인령 모로코(1912~1956)
- 스페인령 사하라(1884~1975)
- 탕헤르(1940~1945)
- 텍사스주(1682~1821)
- 트리니다드섬(1498~1797)
- 트리폴리타니아(1510~1530)
- 튀니스와 라굴레트(1535~1570, 1573~1574)
- 알토 페루 현 볼리비아(1548~1809, 1809~1825)
- 베네수엘라(1528~1811, 1812~1816)
- 웨이크섬(1586~1898)
- 서플로리다(1565~1763, 1781~1821)
- 멕시코의 유카탄주(1519~1821)

### 스웨덴
- 올란드 제도(미상년도~1809, 1918, 점령)
- 블레킹게(1658~)
- 보후슬렌(1658~)
- 보른홀름섬(1658~1660)
- 브레멘 베르덴(1645~1715)
- 쿠를란트와 필테네(1701~1709, 점령)
- 에르푸르트(1632~1650)
- 에스토니아와 외셀(1561~1721)
- 핀란드(12세기와 13세기경~1809)
  - 비보르크(1293~1721)
- 고틀란드섬(미상년도~1360, 1645~)
- 할란드(1645~)
- 잉그리아(1583~1595, 1617~1703)
- 옘틀란드(1563~1570, 1645~)
- 메멜(1629~1635)
- 민덴(1636~1649)
- 노르웨이 동군연합(1814~1905)
- 스카니아(1332~1360, 1658~)
- 스웨덴령 리보니아(1620년경~1721)
- 스웨덴령 포메라니아과 뤼겐섬(1631~1815)
- 스웨덴령 프러시아(1629~1635)
- 트론헤임(1658~1660)
- 비스마르(1632~1803)

#### 식민지
- 과들루프(1813~1814)
- 뉴스웨덴(1638~1655)
- 생바르텔레미(1785~1878)
- 스웨덴령 황금 해안(1650~1663)

## 이라크 레반트 이슬람 국가

### 점령 중에 있는 영토
(점령 후 테러 등 지배 활동 중)
- 시리아의 일부
- 이라크의 일부
- 리비아의 일부
- 예멘의 일부
- 아프가니스탄의 일부
- 소말리아의 일부